# Fulgora lucifera
Fulgora lucifera är en insektsart som beskrevs av Ernst Friedrich Germar 1821. Fulgora lucifera ingår i släktet Fulgora och familjen lyktstritar. Inga underarter finns listade i Catalogue of Life.